# Коуэн, Сэнди
Сэнди Коуэн (англ. Sandy Cowan) — канадский игрок в лакросс, чемпион летних Олимпийских игр 1904.
На Играх 1904 в Сент-Луисе Коуэн входил в состав первой сборной Канады. Его команда выиграла у команды США и сразу же заняла первое место, выиграв золотые медали.